# Campeonato Mundial de Hóquei no Gelo de 2012
O Campeonato Mundial de Hóquei no Gelo de 2012 foi disputado com 46 seleções divididas em quatro divisões. A elite jogou na Suécia e na Finlândia de forma conjunta pela primeira vez na história (ambos os países já haviam sediado o torneio de maneira independente).

## Elite
A competição de Elite foi disputada entre 16 times de 4 a 20 de maio de 2012. Finlândia e Suécia sediaram o evento com jogos disputados em Helsinki e Estocolmo.
Elite — Classificação final
1. Rússia
2. Eslováquia
3. Chéquia
4. Finlândia
5. Canadá
6. Suécia
7. Estados Unidos
8. Noruega
9. França
10. Letónia
11. Suíça
12. Alemanha
13. Dinamarca
14. Bielorrússia
15. Itália — rebaixada para a Primeira Divisão – Grupo A em 2013
16. Cazaquistão — rebaixado para a Primeira Divisão – Grupo A em 2013

## Primeira divisão
A Primeira divisão foi disputada de 15 a 21 de abril de 2012. Os jogos do Grupo A foram disputados em Ljubljana, Eslovênia e os do Grupo B  foram jogados em Krynica-Zdrój, Polônia.
| Grupo A — Classificação final 1. Eslovénia — promovida para a Elite em 2013 2. Áustria — promovida para a Elite em 2013 3. Hungria 4. Japão 5. Grã-Bretanha 6. Ucrânia — rebaixada para a Primeira Divisão – Grupo B em 2013 | Grupo B — Classificação final 1. Coreia do Sul — promovida para a Primeira Divisão – Grupo A em 2013 2. Polónia 3. Países Baixos 4. Roménia 5. Lituânia 6. Austrália — rebaixada para a Segunda Divisão – Grupo A em 2013 |

## Segunda divisão
A Segunda divisão foi disputada em dois grupos. Os jogos do Grupo A foram disputados de 12 a 18 de abril de 2012 em Reykjavík, Islândia e os do Grupo B foram jogados de 2 a 8 de abril de 2012 em Sofia, Bulgária.
| Grupo A — Classificação final 1. Estónia — promovida para a Primeira Divisão – Grupo B em 2013 2. Espanha 3. Croácia 4. Islândia 5. Sérvia 6. Nova Zelândia — rebaixada para a Segunda Divisão – Grupo B em 2013 | Grupo B — Classificação final 1. Bélgica - promovida para a Segunda Divisão – Grupo A em 2013 2. China 3. Bulgária 4. México 5. Israel 6. África do Sul — rebaixada para a Terceira Divisão em 2013 |

## Terceira divisão
A Terceira divisão foi disputada de 15 a 21 de abril de 2012 em Erzurum, Turquia.
Terceira divisão — Classificação final
1. Turquia — promovida para a Segunda Divisão – Grupo B em 2013
2. Coreia do Norte
3. Luxemburgo
4. Irlanda
5. Grécia
6. Mongólia